# Ckla
Ckla (cyr. Цкла) – wieś w Czarnogórze, w gminie Bar. W 2011 roku liczyła 86 mieszkańców.